# کری هولم
کری هولم (انگلیسی: Keri Hulme؛ ۹ مارس ۱۹۴۷ – ۲۷ دسامبر ۲۰۲۱) رمان‌نویس و نویسنده اهل نیوزیلند بود که برندهٔ جوایزی همچون جایزه ادبی من بوکر شده‌است.